# The Women’s Tour 2017
4. edycja kobiecego, etapowego wyścigu kolarskiego The Women’s Tour odbyła się w dniach 7–11 czerwca 2017 roku w Wielkiej Brytanii. Liczyła pięć etapów o łącznym dystansie 627,9 km.
The Women’s Tour był jedenastym w sezonie wyścigiem cyklu UCI Women’s World Tour, będącym serią najbardziej prestiżowych zawodów kobiecego kolarstwa.

## Etapy
| Etap | Data       | Start – Meta                      | km    | Typ         | Zwycięzca etapu      | Lider                |
| ---- | ---------- | --------------------------------- | ----- | ----------- | -------------------- | -------------------- |
| 1.   | 7 czerwca  | Daventry – Kettering              | 147,5 | Płaski      | Katarzyna Niewiadoma | Katarzyna Niewiadoma |
| 2.   | 8 czerwca  | Stoke-on-Trent – Stoke-on-Trent   | 144,5 | Pagórkowaty | Amy Pieters          | Katarzyna Niewiadoma |
| 3.   | 9 czerwca  | Atherstone – Royal Leamington Spa | 150,8 | Pagórkowaty | Chloe Hosking        | Katarzyna Niewiadoma |
| 4.   | 10 czerwca | Chesterfield – Chesterfield       | 123,1 | Pagórkowaty | Sarah Roy            | Katarzyna Niewiadoma |
| 5.   | 11 czerwca | Londyn – Londyn                   | 62    | Płaski      | Jolien D’Hoore       | Katarzyna Niewiadoma |

### Etap 1 – 7.06: Daventry – Kettering – 147,5 km
| #   | Zawodnik             | Zespół              | Czas       |
| --- | -------------------- | ------------------- | ---------- |
| 1.  | Katarzyna Niewiadoma | WM3 Pro Cycling     | 3h 51' 39" |
| 2.  | Marianne Vos         | WM3 Pro Cycling     | + 1' 42"   |
| 3.  | Christine Majerus    | Boels-Dolmans       | + 1' 42"   |
|     |                      |                     |            |
| 47. | Małgorzata Jasińska  | Cylance Pro Cycling | + 1' 50"   |
| 58. | Anna Plichta         | WM3 Pro Cycling     | + 1' 59"   |

| #   | Zawodnik             | Zespół              | Czas       |
| --- | -------------------- | ------------------- | ---------- |
| 1.  | Katarzyna Niewiadoma | WM3 Pro Cycling     | 3h 51' 39" |
| 2.  | Marianne Vos         | WM3 Pro Cycling     | + 1' 46"   |
| 3.  | Christine Majerus    | Boels-Dolmans       | + 1' 48"   |
|     |                      |                     |            |
| 47. | Małgorzata Jasińska  | Cylance Pro Cycling | + 2' 00"   |
| 58. | Anna Plichta         | WM3 Pro Cycling     | + 2' 09"   |

### Etap 2 – 8.06: Stoke-on-Trent – Stoke-on-Trent – 144,5 km
| #   | Zawodnik             | Zespół              | Czas       |
| --- | -------------------- | ------------------- | ---------- |
| 1.  | Amy Pieters          | Boels-Dolmans       | 3h 49' 42" |
| 2.  | Hannah Barnes        | Canyon–SRAM         | + 0"       |
| 3.  | Ellen van Dijk       | Team Sunweb         | + 0"       |
|     |                      |                     |            |
| 5.  | Katarzyna Niewiadoma | WM3 Pro Cycling     | + 0"       |
| 21. | Małgorzata Jasińska  | Cylance Pro Cycling | + 10"      |
| 48. | Anna Plichta         | WM3 Pro Cycling     | + 6' 47"   |

| #   | Zawodnik             | Zespół              | Czas       |
| --- | -------------------- | ------------------- | ---------- |
| 1.  | Katarzyna Niewiadoma | WM3 Pro Cycling     | 7h 41' 11" |
| 2.  | Marianne Vos         | WM3 Pro Cycling     | + 1' 46"   |
| 3.  | Hannah Barnes        | Canyon–SRAM         | + 1' 46"   |
|     |                      |                     |            |
| 25. | Małgorzata Jasińska  | Cylance Pro Cycling | + 2' 10"   |
| 52. | Anna Plichta         | WM3 Pro Cycling     | + 8' 56"   |

### Etap 3 – 9.06: Atherstone – Leamington Spa – 150,8 km
| #   | Zawodnik             | Zespół              | Czas       |
| --- | -------------------- | ------------------- | ---------- |
| 1.  | Chloe Hosking        | Alé–Cipollini       | 3h 57' 10" |
| 2.  | Alice Barnes         | Drops               | + 0"       |
| 3.  | Ellen van Dijk       | Team Sunweb         | + 0"       |
|     |                      |                     |            |
| 25. | Katarzyna Niewiadoma | WM3 Pro Cycling     | + 0"       |
| 29. | Małgorzata Jasińska  | Cylance Pro Cycling | + 0"       |
| 89. | Anna Plichta         | WM3 Pro Cycling     | + 4' 28"   |

| #   | Zawodnik             | Zespół              | Czas        |
| --- | -------------------- | ------------------- | ----------- |
| 1.  | Katarzyna Niewiadoma | WM3 Pro Cycling     | 11h 38' 21" |
| 2.  | Ellen van Dijk       | Team Sunweb         | + 1' 43"    |
| 3.  | Alice Barnes         | Drops               | + 1' 46"    |
|     |                      |                     |             |
| 24. | Małgorzata Jasińska  | Cylance Pro Cycling | + 2' 10"    |
| 61. | Anna Plichta         | WM3 Pro Cycling     | + 13' 24"   |

### Etap 4 – 10.06: Chesterfield – Chesterfield – 123,1 km
| #   | Zawodnik             | Zespół              | Czas       |
| --- | -------------------- | ------------------- | ---------- |
| 1.  | Sarah Roy            | Orica-Scott         | 3h 27' 48" |
| 2.  | Christine Majerus    | Boels-Dolmans       | + 1"       |
| 3.  | Leah Kirchmann       | Team Sunweb         | + 5"       |
|     |                      |                     |            |
| 20. | Katarzyna Niewiadoma | WM3 Pro Cycling     | + 22"      |
| 27. | Małgorzata Jasińska  | Cylance Pro Cycling | + 28"      |
| 54. | Anna Plichta         | WM3 Pro Cycling     | + 15' 55"  |

| #   | Zawodnik             | Zespół              | Czas        |
| --- | -------------------- | ------------------- | ----------- |
| 1.  | Katarzyna Niewiadoma | WM3 Pro Cycling     | 15h 06' 31" |
| 2.  | Christine Majerus    | Boels-Dolmans       | + 1' 25"    |
| 3.  | Leah Kirchmann       | Team Sunweb         | + 1' 36"    |
|     |                      |                     |             |
| 21. | Małgorzata Jasińska  | Cylance Pro Cycling | + 2' 16"    |
| 56. | Anna Plichta         | WM3 Pro Cycling     | + 28' 57"   |

### Etap 5 – 11.06: Londyn – Londyn – 62 km
| #   | Zawodnik             | Zespół              | Czas       |
| --- | -------------------- | ------------------- | ---------- |
| 1.  | Jolien D’Hoore       | Wiggle High5        | 1h 28' 23" |
| 2.  | Hannah Barnes        | Canyon–SRAM         | + 0"       |
| 3.  | Christine Majerus    | Boels-Dolmans       | + 0"       |
|     |                      |                     |            |
| 33. | Małgorzata Jasińska  | Cylance Pro Cycling | + 0"       |
| 31. | Katarzyna Niewiadoma | WM3 Pro Cycling     | + 0"       |
| 69. | Anna Plichta         | WM3 Pro Cycling     | + 5' 15"   |

| #   | Zawodnik             | Zespół              | Czas        |
| --- | -------------------- | ------------------- | ----------- |
| 1.  | Katarzyna Niewiadoma | WM3 Pro Cycling     | 16h 34' 53" |
| 2.  | Christine Majerus    | Boels-Dolmans       | + 1' 18"    |
| 3.  | Hannah Barnes        | Canyon–SRAM         | + 1' 30"    |
|     |                      |                     |             |
| 21. | Małgorzata Jasińska  | Cylance Pro Cycling | + 2' 17"    |
| 56. | Anna Plichta         | WM3 Pro Cycling     | + 34' 13"   |

## Liderzy klasyfikacji po etapach
| Etap                 | Zwycięzca            | Klasyfikacja generalna | Klasyfikacja punktowa | Klasyfikacja górska | Klasyfikacja sprinterska | Klasyfikacja drużynowa |
| -------------------- | -------------------- | ---------------------- | --------------------- | ------------------- | ------------------------ | ---------------------- |
| 1                    | Katarzyna Niewiadoma | Katarzyna Niewiadoma   | Katarzyna Niewiadoma  | Audrey Cordon       | Lisa Klein               | WM3 Pro Cycling        |
| 2                    | Amy Pieters          | Katarzyna Niewiadoma   | Katarzyna Niewiadoma  | Audrey Cordon       | Lisa Klein               | Cervélo–Bigla          |
| 3                    | Chloe Hosking        | Katarzyna Niewiadoma   | Katarzyna Niewiadoma  | Audrey Cordon       | Jolien D’Hoore           | Cervélo–Bigla          |
| 4                    | Sarah Roy            | Katarzyna Niewiadoma   | Christine Majerus     | Audrey Cordon       | Jolien D’Hoore           | Team Sunweb            |
| 5                    | Jolien D’Hoore       | Katarzyna Niewiadoma   | Christine Majerus     | Audrey Cordon       | Christine Majerus        | Team Sunweb            |
| Klasyfikacja końcowa | Klasyfikacja końcowa | Katarzyna Niewiadoma   | Christine Majerus     | Audrey Cordon       | Christine Majerus        | Team Sunweb            |

## Klasyfikacje końcowe

### Klasyfikacja generalna
|     | Zawodnik             | Zespół              | Czas        |
| --- | -------------------- | ------------------- | ----------- |
| 1   | Katarzyna Niewiadoma | WM3 Pro Cycling     | 16h 34' 53" |
| 2   | Christine Majerus    | Boels-Dolmans       | + 1' 18"    |
| 3   | Hannah Barnes        | Canyon–SRAM         | + 1' 30"    |
| 4   | Leah Kirchmann       | Team Sunweb         | + 1' 36"    |
| 5   | Ellen van Dijk       | Team Sunweb         | + 1' 39"    |
|     |                      |                     |             |
| 21. | Małgorzata Jasińska  | Cylance Pro Cycling | + 2' 17"    |
| 56. | Anna Plichta         | WM3 Pro Cycling     | + 34' 13"   |

### Klasyfikacja punktowa
| M-ce | Zawodnik             | Zespół          | Punkty |
| ---- | -------------------- | --------------- | ------ |
| 1.   | Christine Majerus    | Boels-Dolmans   | 36     |
| 2.   | Hannah Barnes        | Canyon–SRAM     | 35     |
| 3.   | Giorgia Bronzini     | Wiggle High5    | 23     |
|      |                      |                 |        |
| 4.   | Katarzyna Niewiadoma | WM3 Pro Cycling | 21     |

### Klasyfikacja górska
| M-ce | Zawodnik             | Zespół              | Punkty |
| ---- | -------------------- | ------------------- | ------ |
| 1.   | Audrey Cordon        | Wiggle High5        | 31     |
| 2.   | Lucinda Brand        | Team Sunweb         | 25     |
| 3.   | Katarzyna Niewiadoma | WM3 Pro Cycling     | 24     |
|      |                      |                     |        |
| 6.   | Małgorzata Jasińska  | Cylance Pro Cycling | 16     |

### Klasyfikacja drużynowa
| M-ce | Zespół        | Czas        |
| ---- | ------------- | ----------- |
| 1.   | Team Sunweb   | 49h 50′ 15″ |
| 2.   | Cervélo–Bigla | + 29"       |
| 3.   | Boels-Dolmans | + 32"       |